# Abacetus aterrimus
Abacetus aterrimus là một loài bọ chân chạy thuộc phân họ Pterostichinae. Loài này được Peringuey mô tả lần đầu năm 1896 và là loài đặc hữu của Nam Phi.